# Chusul
Chusul, även stavat Qüxü, är ett härad (dzong) som lyder under Lhasa i Tibet-regionen i sydvästra Kina.